# Oggetti non stellari nella costellazione dello Scudo
Principali oggetti non stellari visibili nella costellazione dello Scudo.

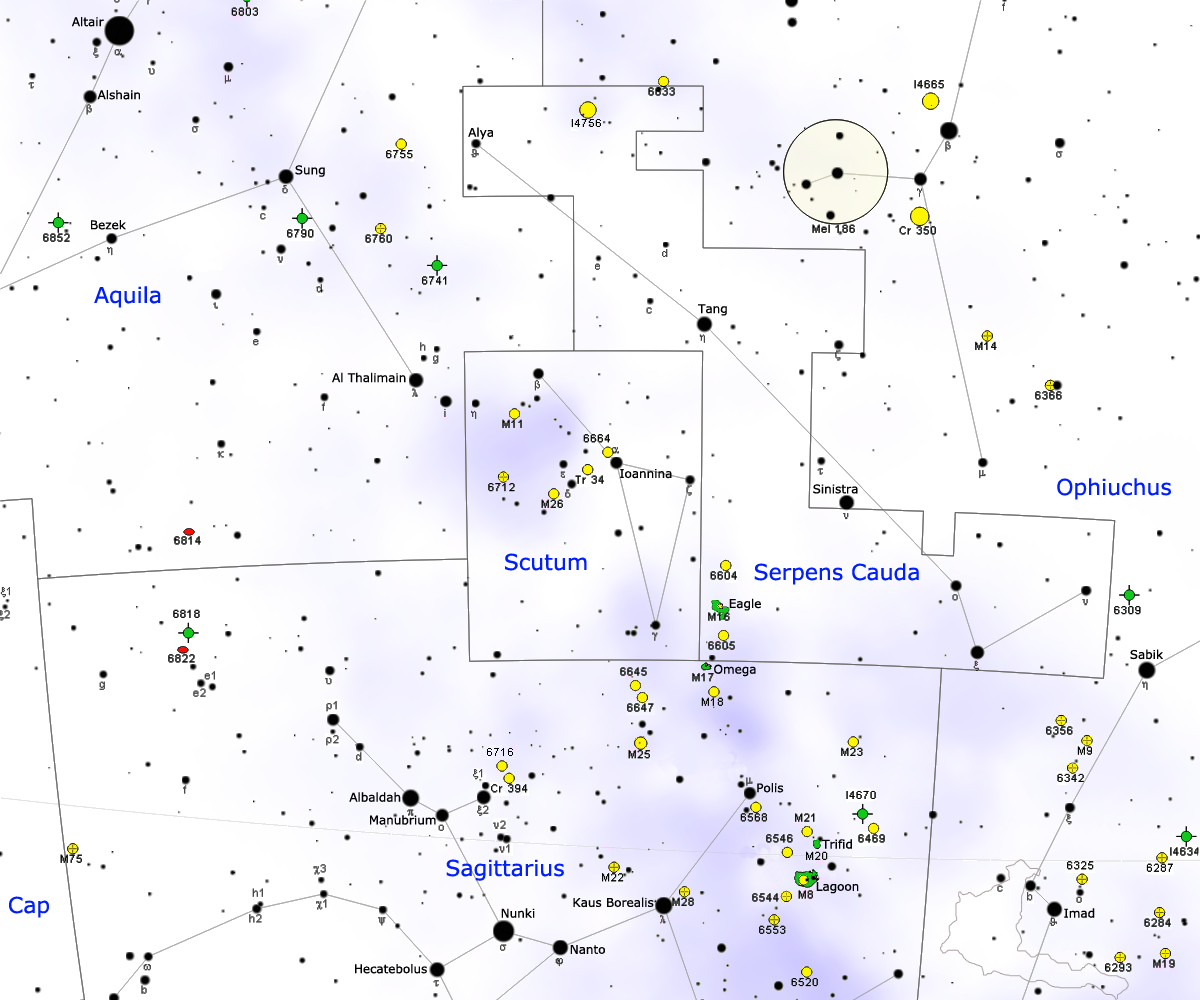
Mappa della costellazione dello Scudo.

## Ammassi aperti
- M11
- M26
- NGC 6613
- NGC 6625
- NGC 6649
- NGC 6664

## Ammassi globulari
- NGC 6712

## Nebulose diffuse
- IC 1287
- Scutum supershell
- Sh2-48
- Sh2-50
- Sh2-53
- Sh2-55
- Sh2-56
- Sh2-57
- Sh2-58
- Sh2-59
- Sh2-60
- Sh2-61
- vdB 122